# Sciapteryx

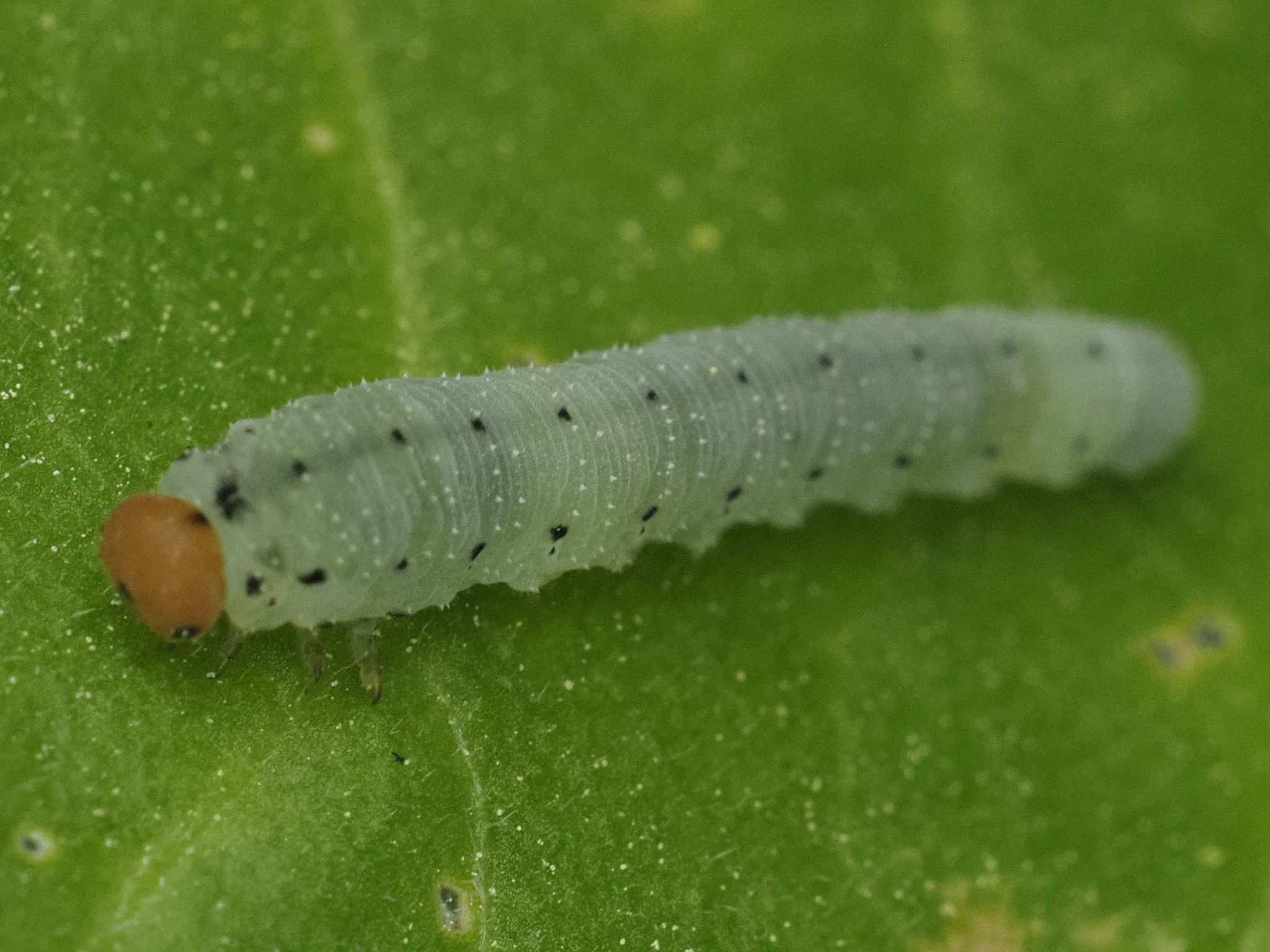
Larve von Sciapteryx costalis

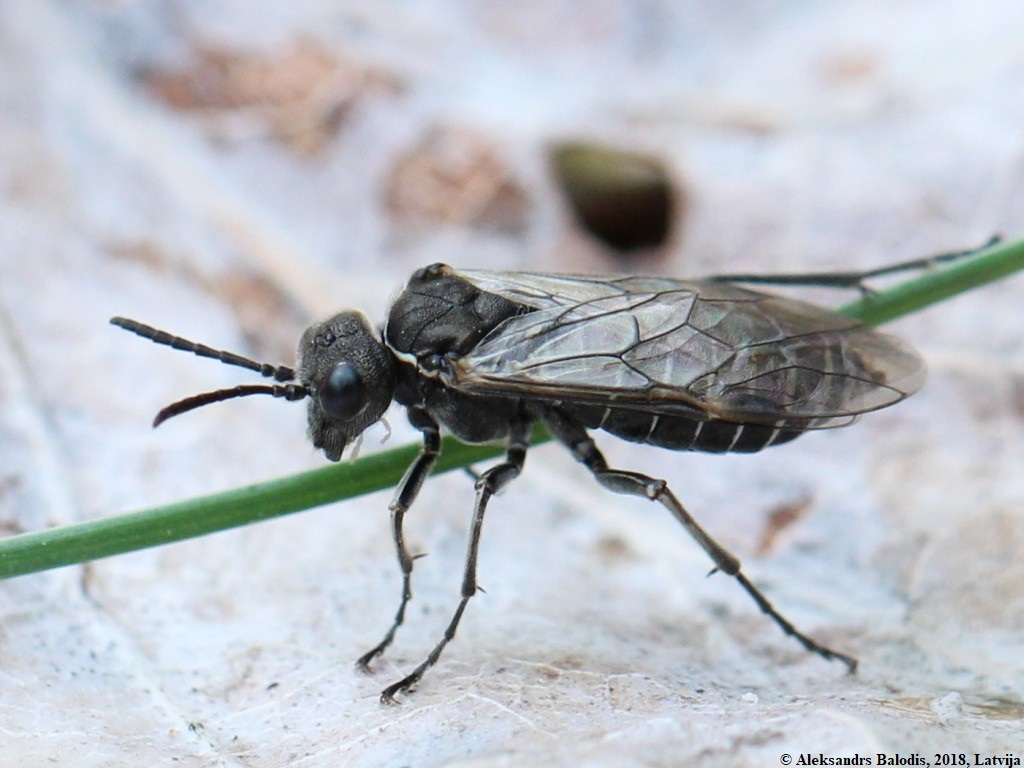
Sciapteryx consobrina

Sciapteryx ist eine Gattung aus der Familie der Echten Blattwespen (Tenthredinidae). Sie wurde von dem britischen Zoologen James Francis Stephens im Jahr 1835 eingeführt. Die Typusart ist Tenthredo costalis Fabricius, 1775. Die Gattung ist in der Paläarktis verbreitet und umfasst etwa 13 Arten. In Mitteleuropa kommen zwei Arten vor: Sciapteryx consobrina und Sciapteryx costalis, letztere mit 2 Unterarten.

## Merkmale
Die Blattwespen weisen 9-gliedrige Fühler auf. Die Fühler sind weniger lang als die 1,5-fache Kopfbreite hinter den Augen. Das erste Geißelglied ist nur so lang wie die kombinierte Länge der beiden darauffolgenden Geißelglieder. Der Hinterhauptkiel (occupital carina) fehlt mehr oder weniger im post-ocellaren Bereich, ist jedoch im unteren Bereich des Hinterhauptes vorhanden. Die supraantennalen Kämme sind schwach ausgebildet und mittig nicht in zwei Kämme aufgespalten. Der Clypeus ist abgeschnitten und weist scharfwinklige Ecken auf. Die hinteren Femora sind kürzer als die Tibien. Die hinteren Tibialsporne sind kräftig und maximal geringfügig länger als die apikale Breite der Tibien.

## Lebensweise
Die Flugzeiten der in Mitteleuropa vorkommenden Blattwespen-Arten reichen von Ende März bis Juni. Die Larven fressen an Hahnenfuß (Ranunculus).

## Arten
Im Folgenden eine Liste von Arten der Gattung Sciapteryx und deren Verbreitungsgebiet.
- Sciapteryx byzantina Benson, 1968 – Bulgarien, Türkei
- Sciapteryx caucasica Dovnar-Zapolskij, 1930 – Kaukasus
- Sciapteryx circassica Dovnar-Zapolskij, 1930 – Kaukasus
- Sciapteryx cleopatra Benson, 1954 – Israel, Libanon
- Sciapteryx consobrina (Klug, 1816) – Europa
- Sciapteryx costalis (Fabricius, 1775) – Europa
- Sciapteryx dovnari Ushinskij, 1940 –
- Sciapteryx lactipennis Konow, 1903 – Russland
- Sciapteryx laeta Konow, 1891 – Türkei, China, Russland
- Sciapteryx levantina André, 1881 – Libanon, Syrien
- Sciapteryx montana Dovnar-Zapolskij, 1930 – Russland
- Sciapteryx semenowi Jakowlew, 1886 – Russland, Ukraine
- Sciapteryx verticalis Muche, 1973 – Russland